# Giao thông Cộng hòa Dân chủ Nhân dân Triều Tiên

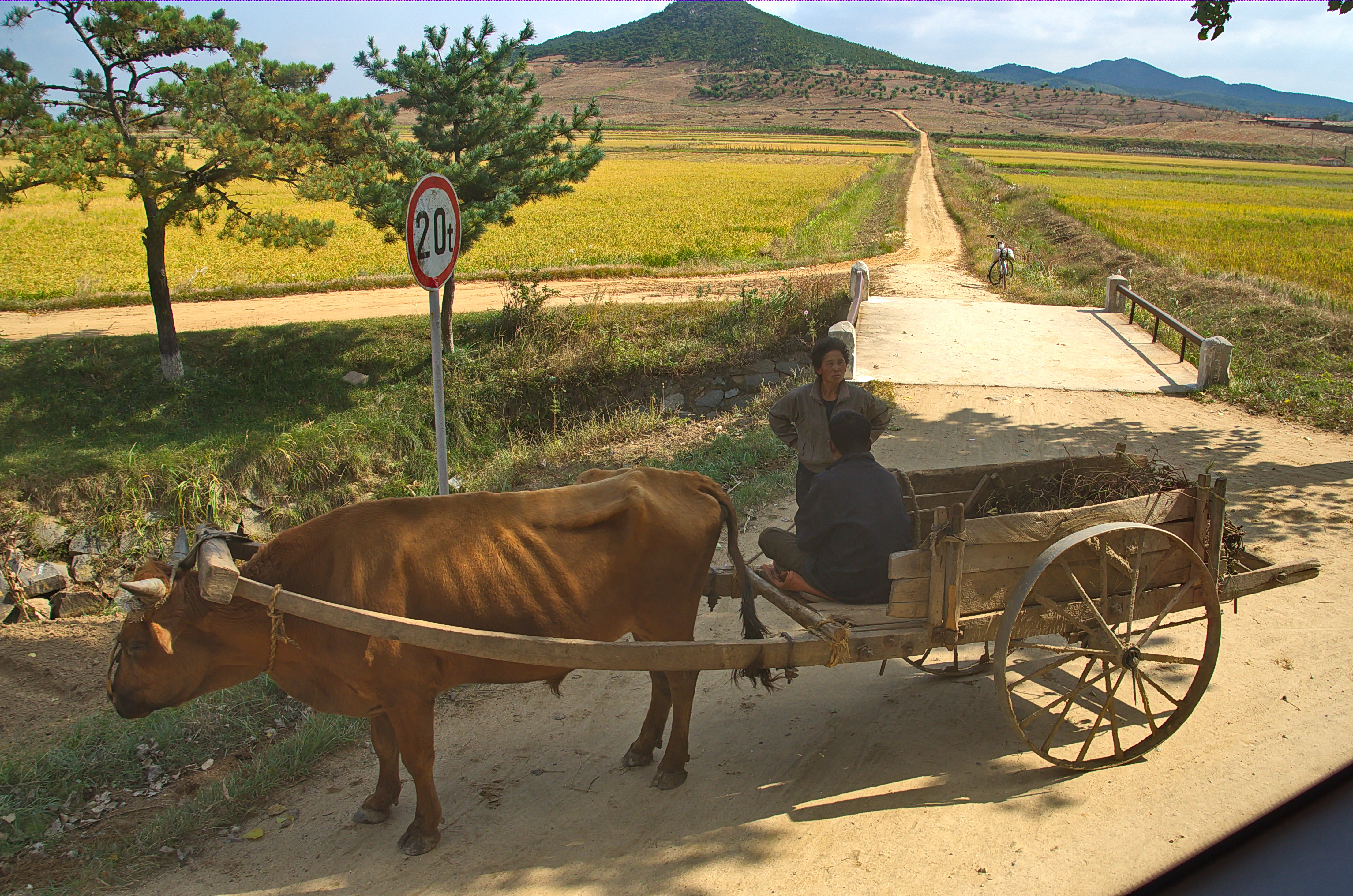
Một chiếc xe bò kéo thô sơ tại CHDCND Triều Tiên

Giao thông tại Cộng hòa Dân chủ Nhân dân Triều Tiên bị hạn chế bởi các vấn đề kinh tế và hạn chế của chính phủ. Giao thông công cộng chiếm ưu thế, và hầu hết chúng được điện khí hóa.

## Những hạn chế về tự do đi lại
Du lịch tại Triều Tiên bị kiểm soát chặt chẽ. Các con đường chính để đi và đến Triều Tiên là máy bay hoặc tàu hỏa từ Bắc Kinh, Trung Quốc. Kết nối trực tiếp đến và đi từ Hàn Quốc đã có nhưng hạn chế trong những năm 2003 đến 2008, khi một con đường đã được mở (cho xe buýt, không có xe tư nhân). Tự do đi lại ở Triều Tiên bị giới hạn, các công dân không được tự do đi lại chung quanh đất nước.

## Đường bộ

Các tuyến đường chính tại CHDCND Triều Tiên

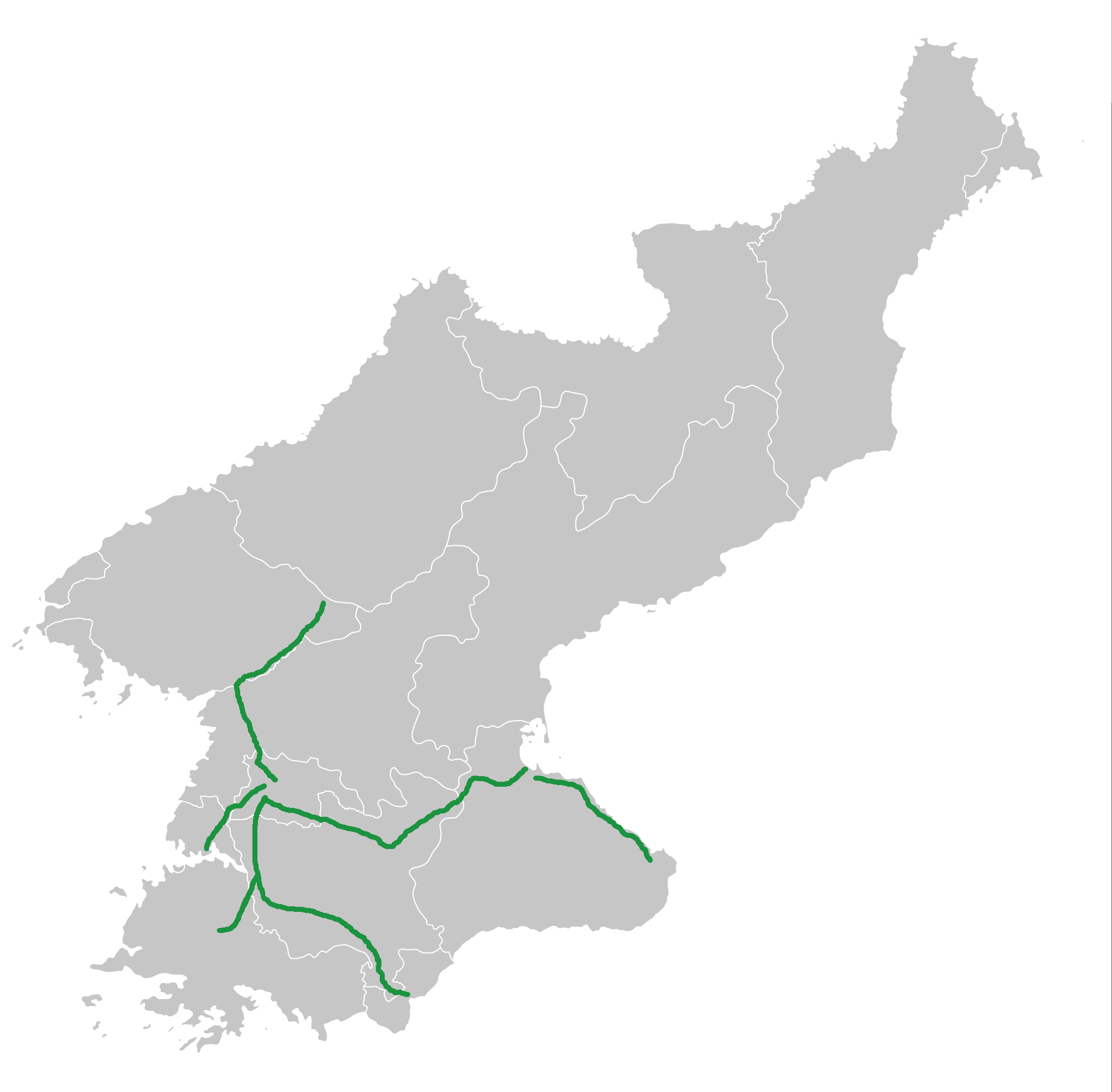
Các tuyến đường cao tốc ở CHDCND Triều Tiên

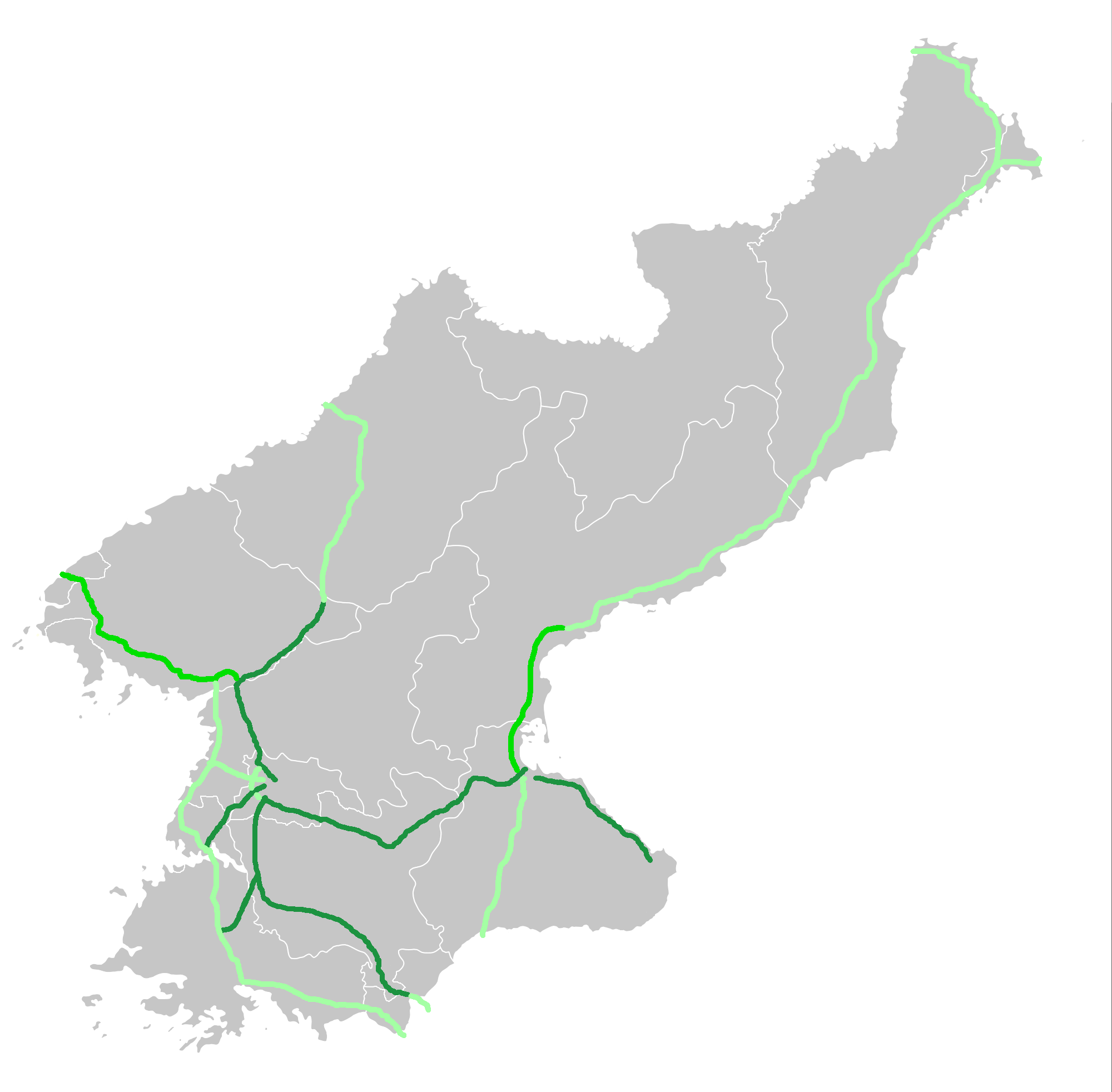
Các kế hoạch cao tốc trong tương lai

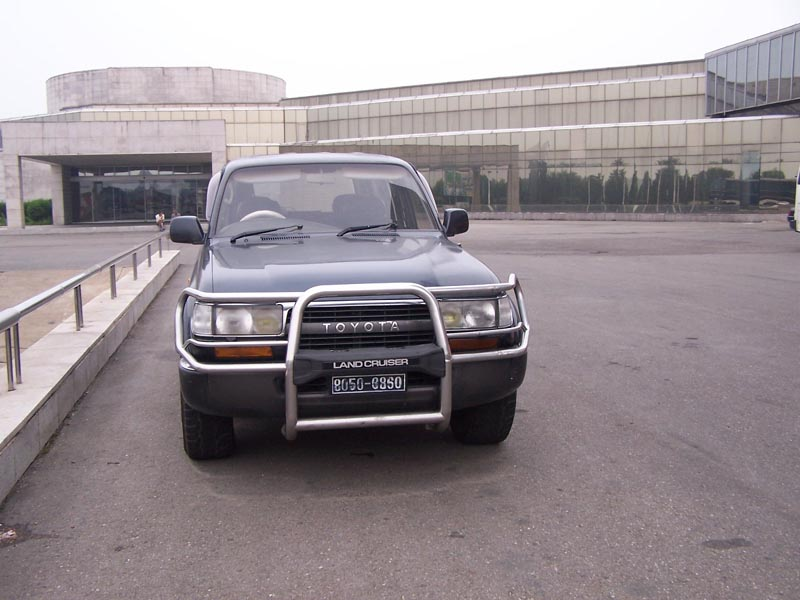
Một chiếc Toyota Landcruiser tay lái nghịch trước một khách sạn tại Bình Nhưỡng

Hạn chế nhiên liệu và sự gần như vắng mặt của xe tư nhân đã đẩy vận tải đường bộ xuống một vai trò thứ yếu. Hệ thống đường bộ được ước tính là khoảng 31.200 km vào năm 1999 lên từ giữa 23.000 và 30.000 km vào năm 1990, trong đó chỉ có 1.717 km (7.5%) là trải nhựa; phần còn lại là đất, đá dăm, sỏi, và bị bảo trì kém. Tuy nhiên, The World Factbook (phát hành bởi CIA) cho rằng chỉ có 25.554 km đường với chỉ 724 km trải nhựa vào năm 2006. Về chất lượng đường, lái xe sẽ thường né ra và thay đổi làn đường để tránh ổ gà, và điều này bao gồm đi vào làn đường ngược chiều vào nhiều thời điểm.
Có ba đường cao tốc lớn nhiều làn: một đường cao tốc 200 km nối Bình Nhưỡng và Wonsan ở bờ biển phía đông, một đường cao tốc 43 km nối Bình Nhưỡng và cảng biển của nó, Namp'o, và 100 km cao tốc 4 làn xe kết nối Bình Nhưỡng với Kaesong. Phần lớn trong số ước tính 264.000 xe sử dụng trong năm 1990 là của quân đội. Dịch vụ xe buýt nông thôn kết nối các ngôi làng, thành phố có dịch vụ xe buýt và xe điện. Từ những năm 1945 - 1946, Triều Tiên chuyển sang sử dụng hệ thống giao thông bên phải. Trong các thành phố, những xe có tốc độ cao hơn sẽ đi ở làn trong cùng. tốc độ giới hạn là 40 km/h (24 mph), 60 km/h (37 mph) và 70 km/h (43 mph) cho làn đầu tiên, thứ hai và tiếp theo (nếu có) từ bên phải, tương ứng. Một ký hiệu màu trắng trên nền xanh thông báo điều này. Các làn đường ngoài cùng bên trái, nếu nó là số 3 từ bên phải hoặc cao hơn và không phải là một làn đường ngoặt, thường bỏ trống, ngay cả bằng xe buýt du lịch, trong khi làn đường thứ hai từ bên phải thường được sử dụng để vượt xe từ làn đường một, chẳng hạn như xe buýt vận tải công cộng và xe điện.
Bên cạnh những biển báo màu xanh trong thành phố, ở các nơi khác, chẳng hạn như cao tốc và đường giao thông bên ngoài các thành phố, sử dụng các biển hiệu vòng tròn màu đỏ với các con số bên trong được biết đến rộng rãi hơn để thông báo giới hạn tốc độ. Trên đường cao tốc, các giới hạn điển hình là 80 và 100 km/h dành cho làn từ bên phải, tương ứng, được đặt trên các đường cao tốc Bình Nhưỡng - Kaesong. Các làn đường ngoài cùng bên phải của đường cao tốc là đôi khi, như đã thấy trên đường cao tốc Bình Nhưỡng - Myohyang, giới hạn tốc độ 60 km/h gần những điểm dốc.
Vận tải ô tô là tiếp tục bị hạn chế bởi một loạt các quy định. Theo nhà lưu vong Triều Tiên Kim Ji-ho, trừ khi lái xe nhận được một giấy phép đặc biệt, không được tự lái xe một mình (người lái xe phải chở hành khách). giấy phép khác là một giấy phép huy động quân đội (để vận chuyển binh lính trong thời chiến tranh), một chứng chỉ đào tạo lái xe (để được gia hạn mỗi năm), một tài liệu có hiệu lực nhiên liệu (giấy chứng nhận xác nhận rằng nhiên liệu được mua từ một nguồn được uỷ quyền) và một giấy chứng nhận cơ khí (để chứng minh rằng chiếc xe là để làm việc).
Mặc dù sử dụng hệ thống giao thông bên phải, Triều Tiên đã nhập khẩu nhiều mẫu xe tay lái nghịch từ Nhật Bản (thông qua Nga), từ xe bus du lịch đến Toyota Land Cruisers.

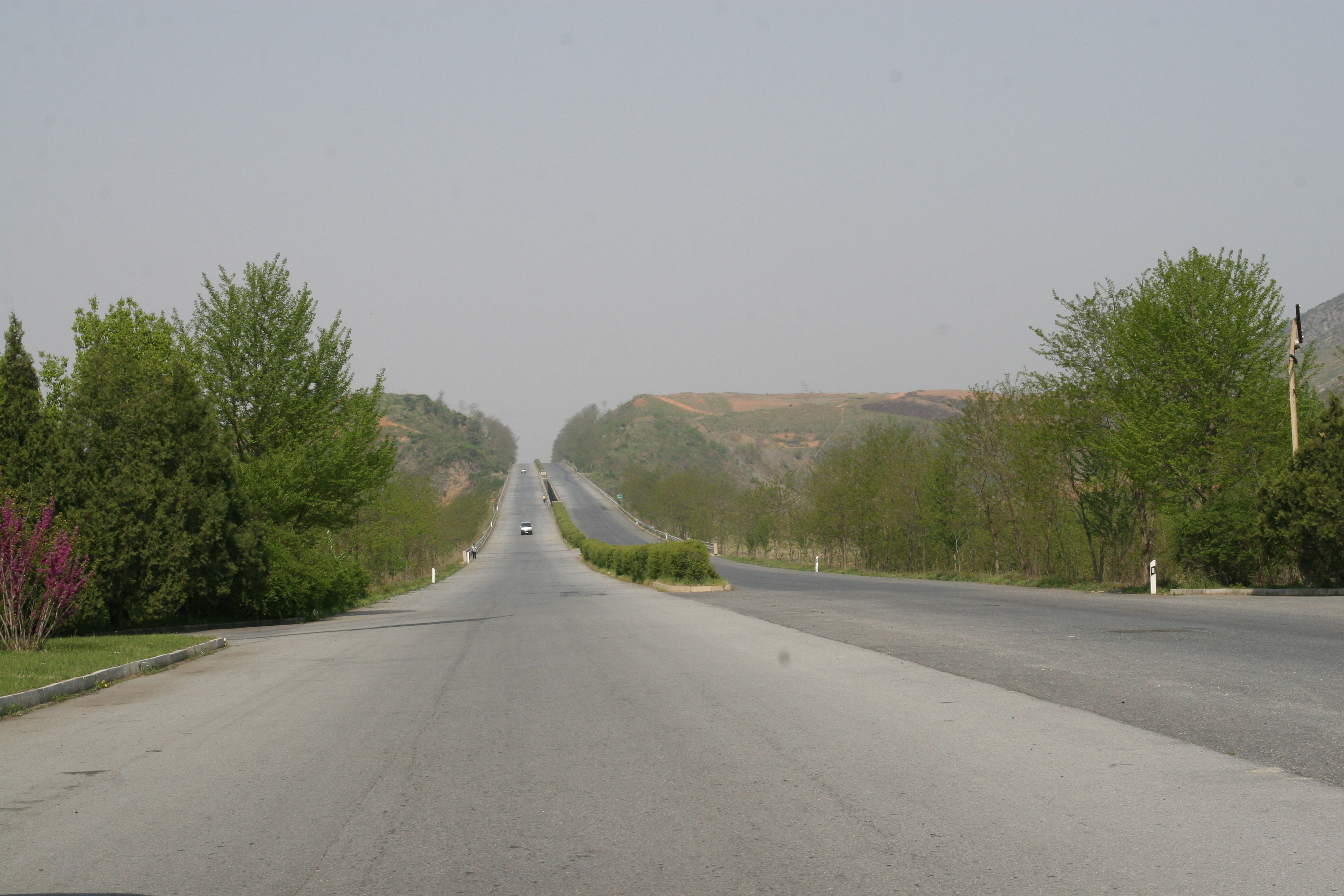
Một đường cao tốc bên ngoài Bình Nhưỡng
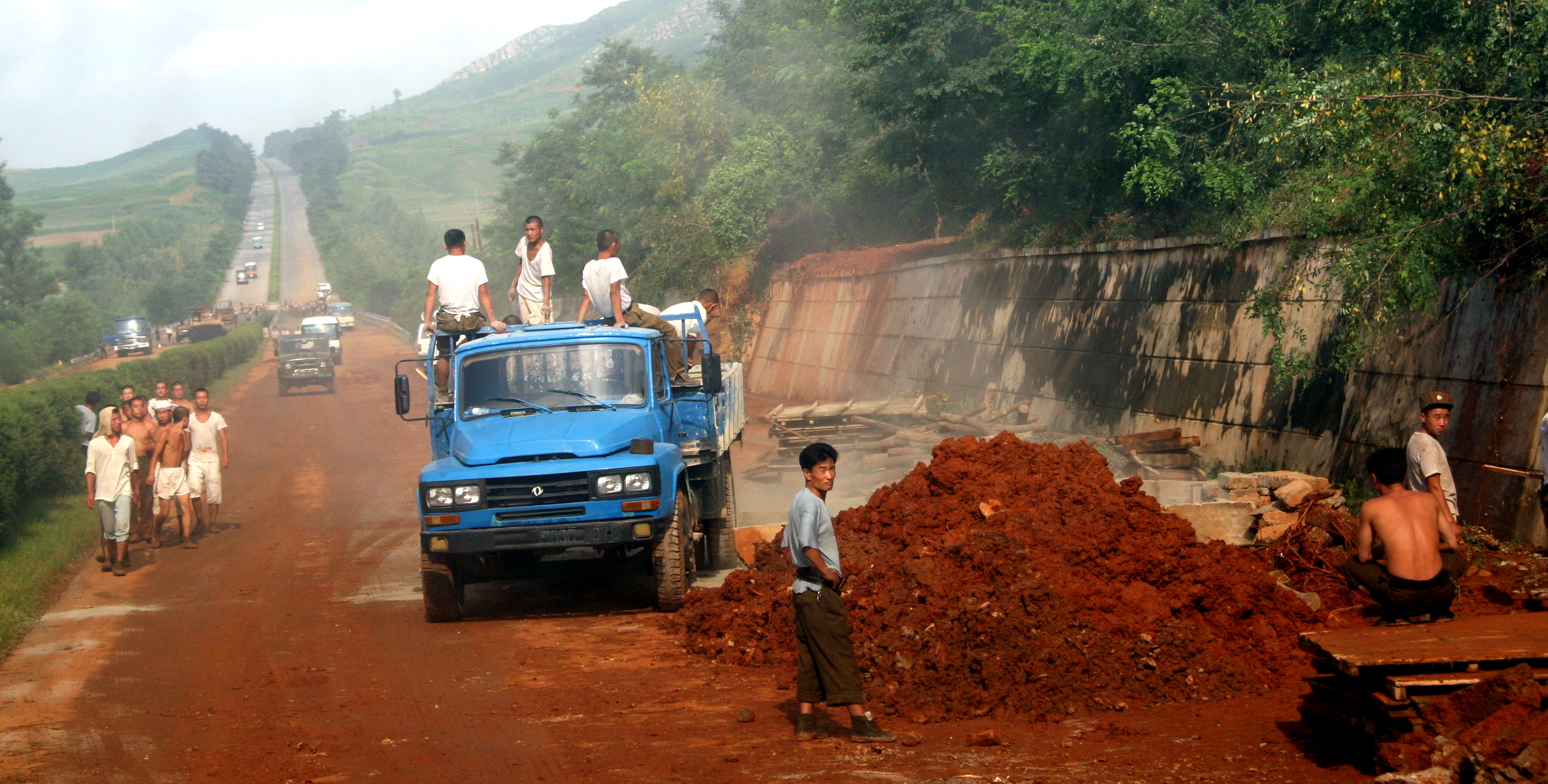
Công trường thi công ở CHDCND Triều Tiên. Chiếc xe tải màu xanh ở mặt trước là một xe Dongfeng do Trung Quốc sản xuất
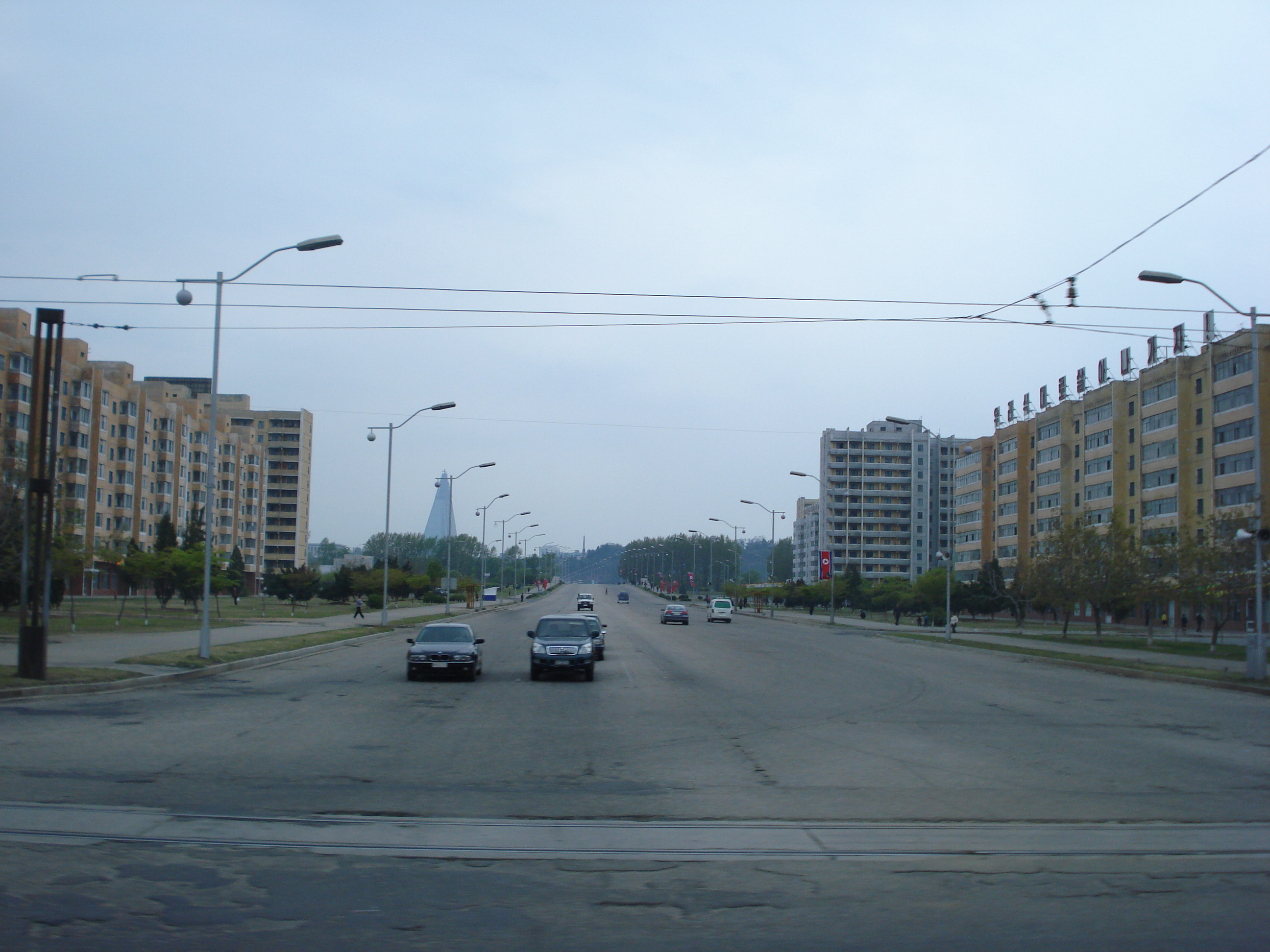
Một con đường chính ở Bình Nhưỡng
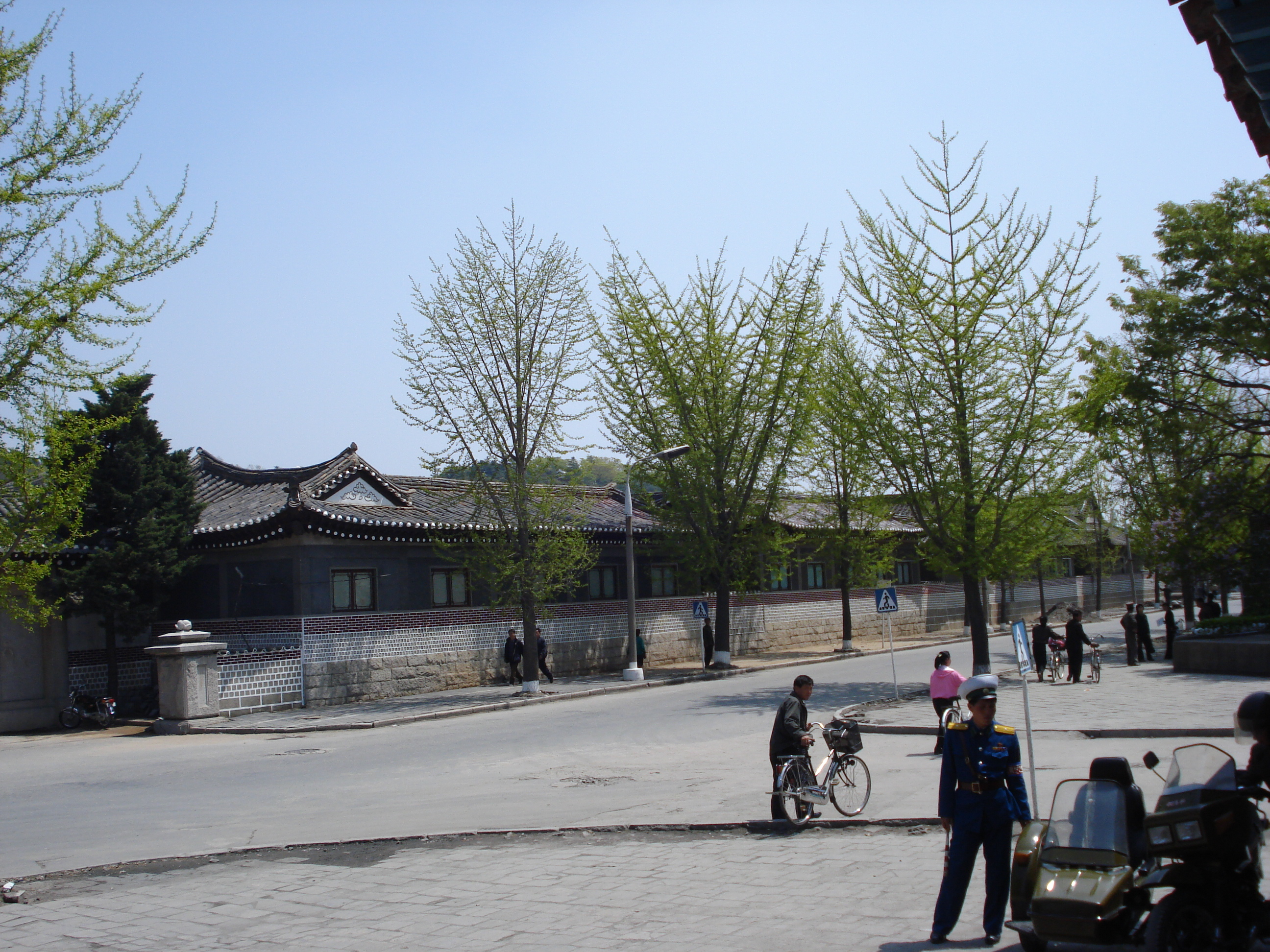
Một con đường bên trong Kaesong

## Giao thông công cộng
Có một sự pha trộn giữa những chiếc xe bus chạy điện và tàu điện sản xuất trong nước và nhập khẩu ở trung tâm các đô thị lớn của Cộng hòa Dân chủ Nhân dân Triều Tiên. Những dòng xe này trước đây thông dụng tại Châu Âu và Trung Quốc.

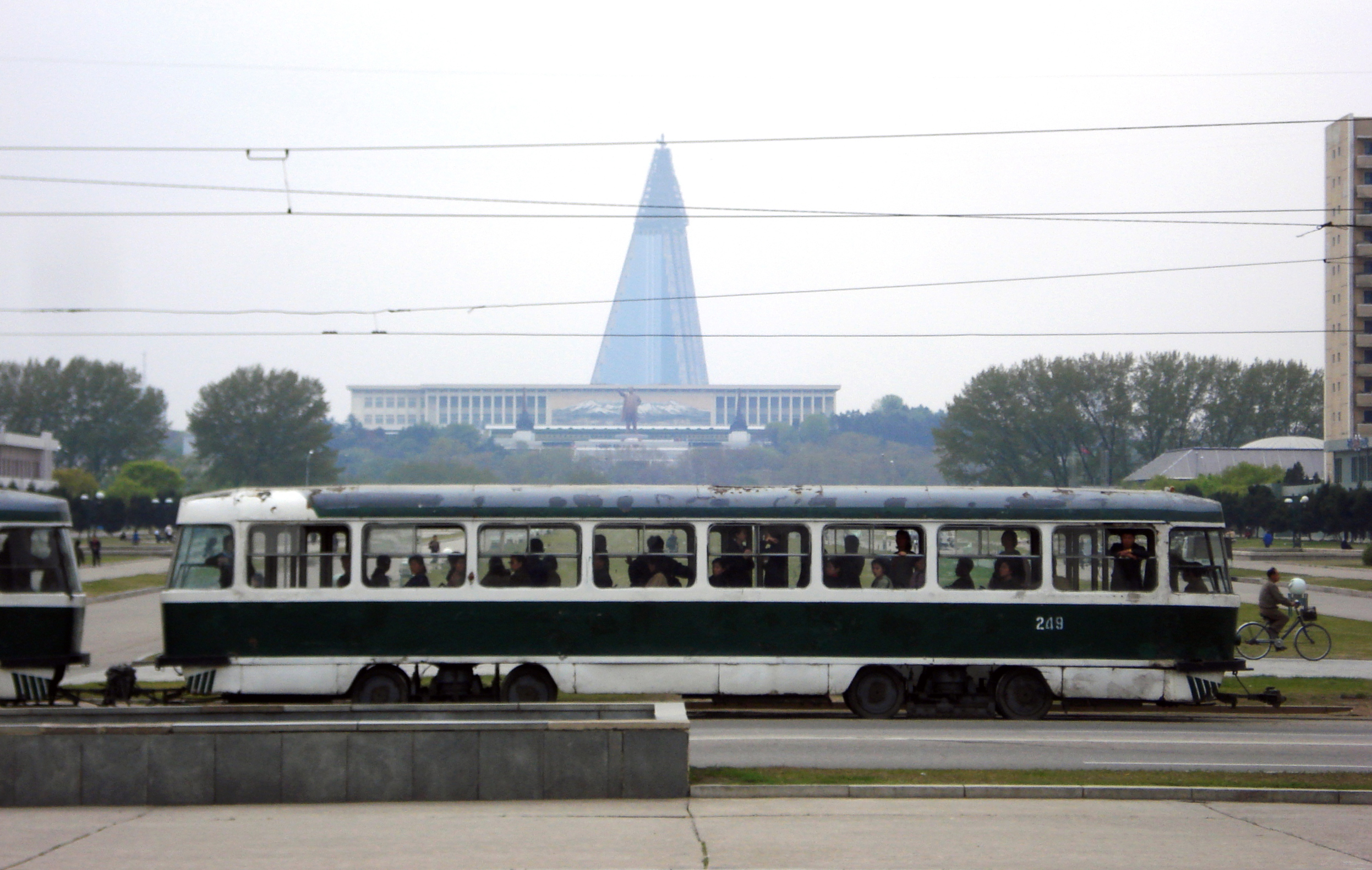
Xe điện tại Bình Nhưỡng năm 2009
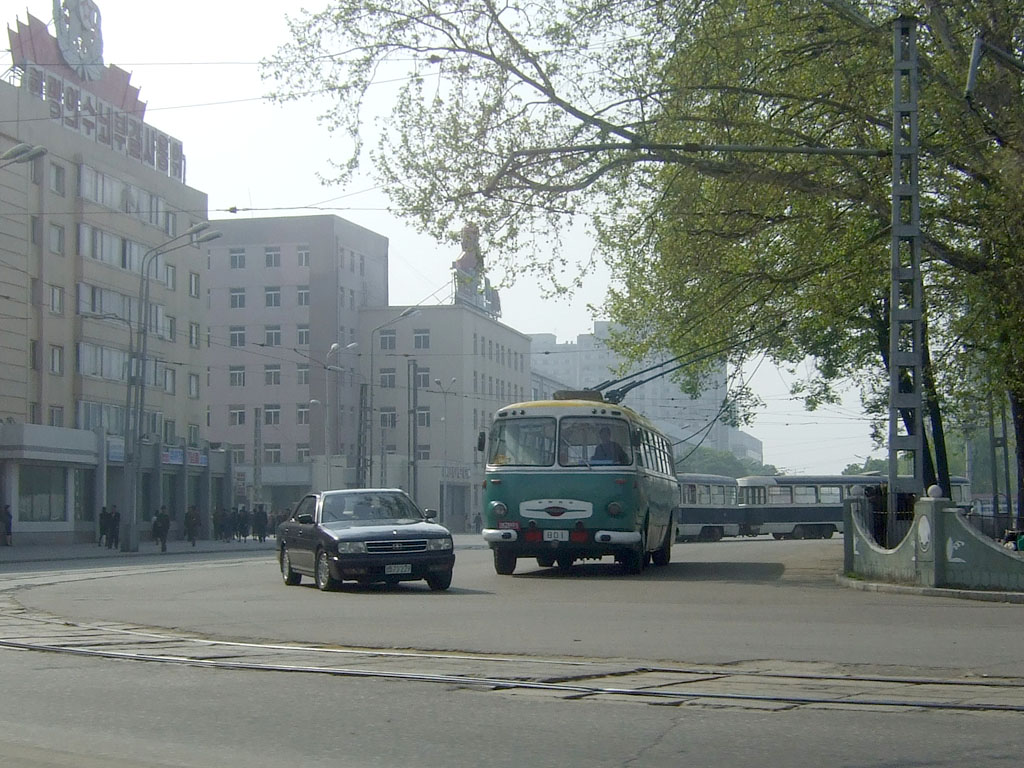
Xe điện gần ga Bình Nhưỡng vào năm 2007
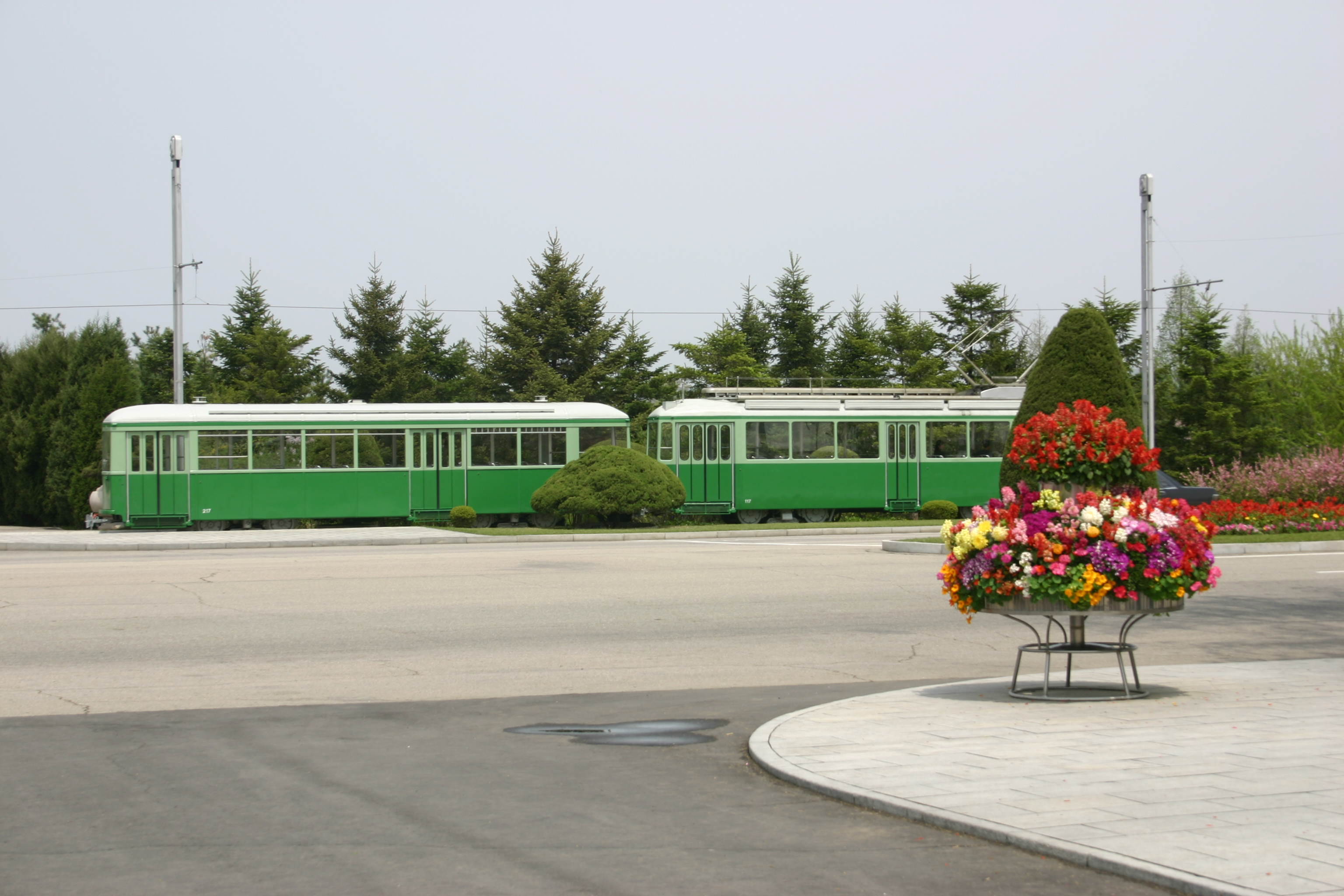
Xe điện Former Zurich type Be 4/4 tại Cung tưởng niệm Kumsusan
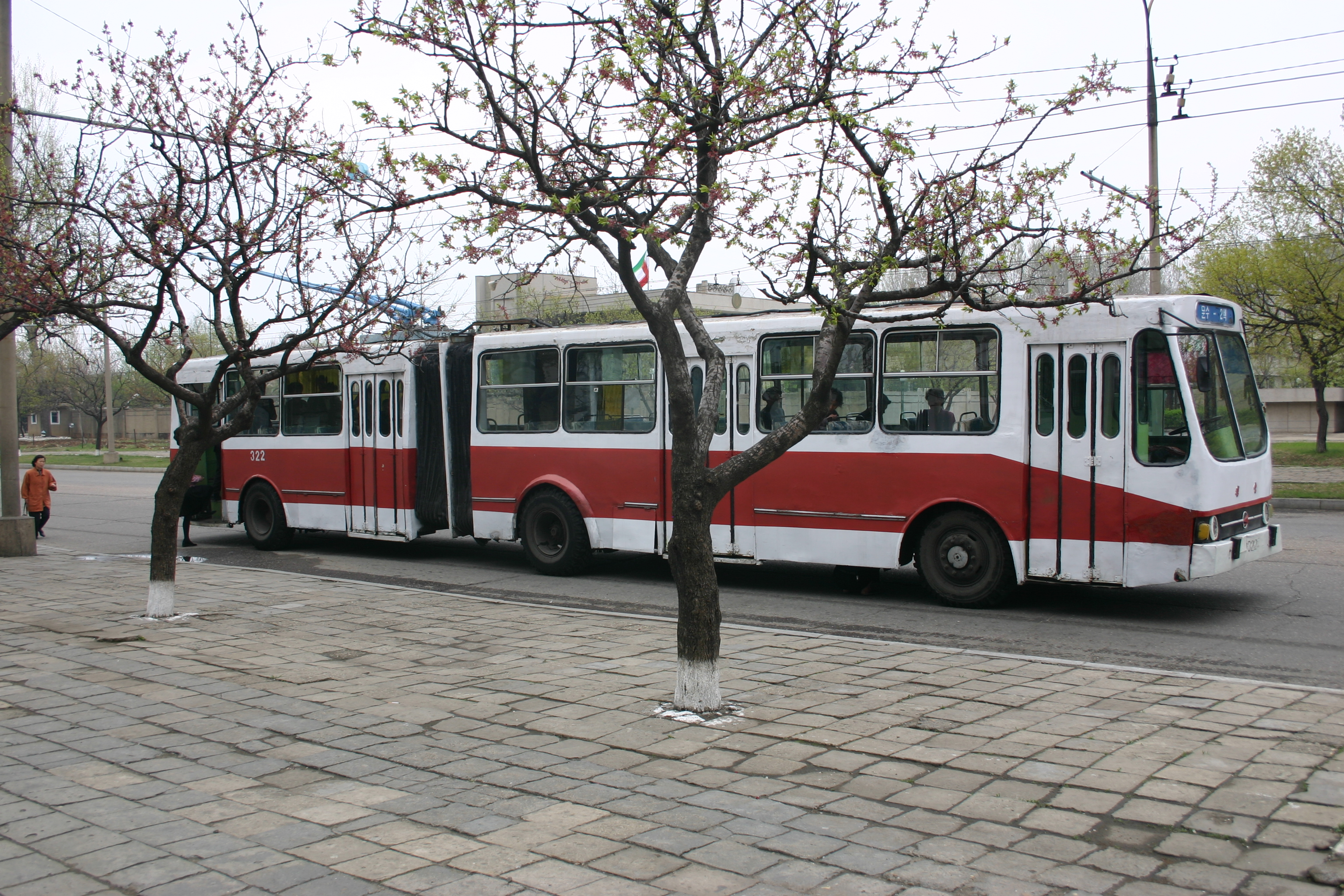
Một xe điện Bình Nhưỡng Trolleybus Works Chongnyonjunwi
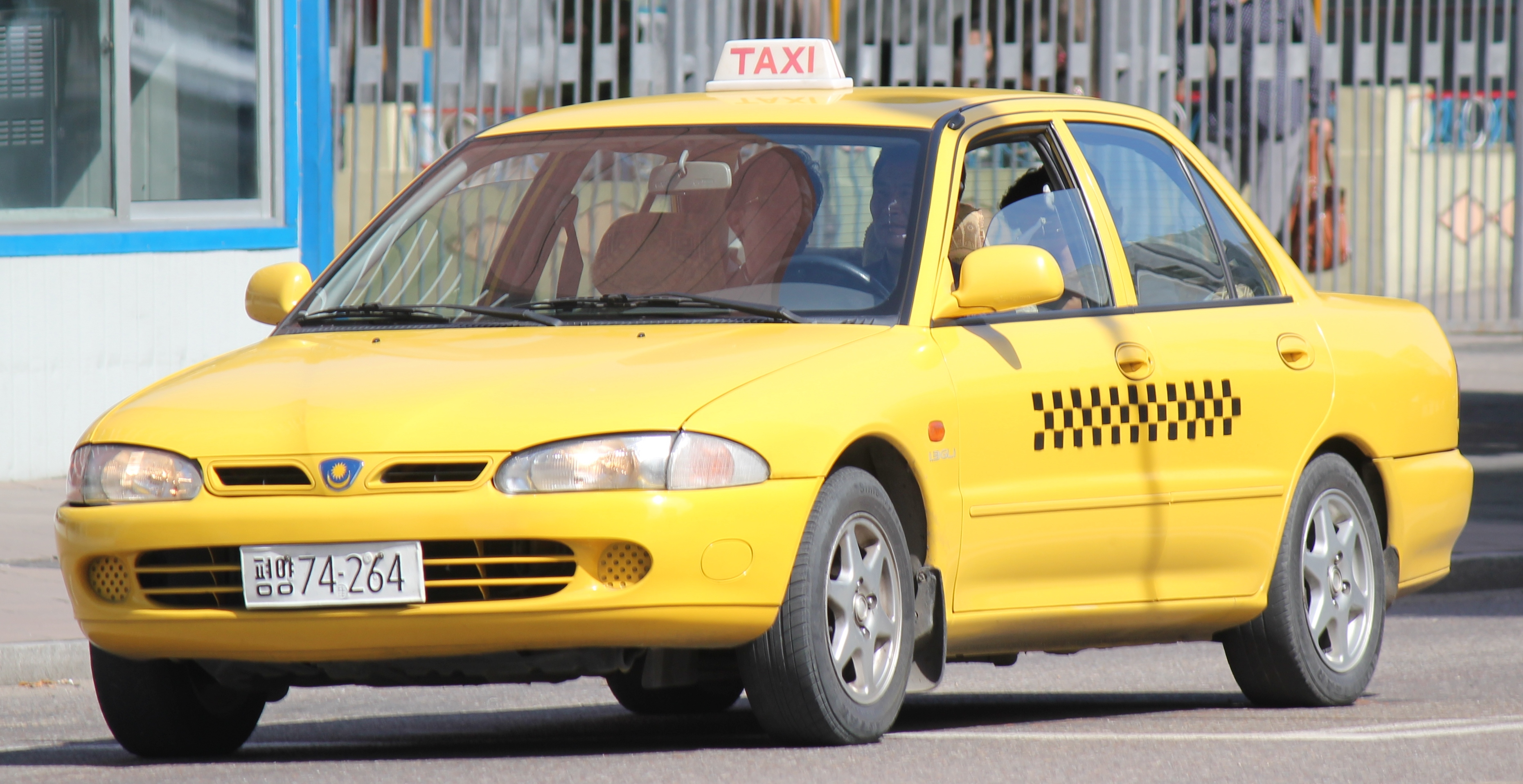
Một chiếc taxi Proton Wira màu vàng tại Bình Nhưỡng.

Thủ đô Bình Nhưỡng của CHDCND Triều Tiên có một hệ thống tàu điện ngầm. Hệ thống được bắt đầu xây dựng từ năm 1966 và hiện nay dài khoảng 24 km với 17 trạm. Với độ sâu tối đa khoảng 200m dưới lòng đất, đây là hệ thống tàu điện ngầm sâu nhất thế giới. Có hai mẫu tàu khác nhau, trong đó một mẫu cũ hơn được nhập về từ Đức năm 1999.

## Đường sắt
Korean State Railway là đơn vị điều hành đường sắt duy nhất ở Triều Tiên. Nó có một mạng lưới hơn 6000 km khổ tiêu chuẩn và 400 km khổ hẹp (762 mm); đến năm 2007, hơn 5400 km của khổ tiêu chuẩn (trên 80%), cùng với 295,5 km đường sắt khổ hẹp được điện khí. Các phân đoạn khổ hẹp chạy trong bán đảo Haeju.
Do thiếu bảo trì trên cơ sở hạ tầng đường sắt và các loại xe, thời gian đi lại bằng đường sắt ngày càng tăng. Đã có báo cáo rằng chuyến đi 190 km (120 mi) từ Bình Nhưỡng đến Kaesong có thể mất 6 giờ đồng hồ.

## Đường thủy
Giao thông đường thủy trên các sông chính và dọc theo bờ biển đóng một vai trò ngày càng tăng trong lưu thông hàng hóa và hành khách. Ngoại trừ cho các con sông Áp Lục và Taedong, hầu hết các tuyến đường thủy nội địa, tổng cộng 2.250 km, được điều hướng chỉ bằng chiếc thuyền nhỏ. Giao thông ven biển là nhộn nhịp nhất nhất trên bờ biển phía Đông, có vùng nước sâu có thể đón tàu lớn hơn. Các cảng chính là Nampho trên bờ biển phía tây và Rajin, Chongjin, Wonsan, và Hamhung ở bờ biển phía đông. Công suất bốc dỡ các cảng của cả nước trong năm 1990 ước đạt gần 35 triệu tấn một năm. Có một đầu tư tiếp tục nâng cấp và mở rộng các cơ sở cảng, phát triển giao thông, đặc biệt là trên các sông Taedong và tăng tỷ trọng hàng hóa quốc tế bằng tàu trong nước.
| Các cảng ở Triều Tiên |
| --- |
| Chongjin, Haeju, Hamhung, Kimchaek, Kaesong, Rasŏn, Nampo, Sinuiju, Songnim, Sonbong (trước đây là Unggi), Ungsang, Wonsan |

### Vận tải biển
Vào đầu những năm 1990, Triều Tiên sở hữu một đội tàu vận tải biển, phần lớn chúng được sản xuất trong nước, 68 tàu (tối thiểu là 1.000 tấn), tổng cộng 465.801 tấn (709.442 DWT)), trong đó bao gồm 58 tàu chở hàng và hai tàu chở dầu. Tính đến năm 2008, con số này đã tăng lên đến tổng cộng 167 tàu gồm chủ yếu là tàu chở hàng và tàu chở dầu.
| Hải đội theo loại |     |
| ----------------- | --- |
| Tổng              | 167 |
| Bulk carrier      | 11  |
| Cargo             | 121 |
| Carrier           | 1   |
| Tàu chở hóa chất  | 4   |
| Container         | 3   |
| Cargo liner       | 3   |
| Tàu chở dầu       | 19  |
| Tàu Reefer        | 4   |
| Roll on/Roll off  | 1   |

## Hàng không
Kết nối hàng không quốc tế của CHDCND Triều Tiên được giới hạn tần suất và số lượng. Tính đến năm 2011, các chuyến bay theo lịch trình chỉ hoạt động Sunan International Airport ở Bình Nhưỡng đến Bắc Kính, Đại Liên, Thẩm Dương, Thượng hải, Bangkok, Kuala Lumpur, Singapore, Moscow, Khabarovsk, Vladivostok và Kuwait International Airport. Đặc quyền cho các điểm đến khác hoạt động theo nhu cầu.Trước năm 1995 có nhiều kết nối đến Đông Âu  được vận hành bao gồm các dịch vụ đến Sofia, Belgrade, Prague, Budapest cùng nhiều nơi khác.
Air Koryo là hãng hàng không quốc gia. Air China cũng có các chuyến bay giữa Bắc Kinh và Bình Nhưỡng. Năm 2013, MIAT Mongolian Airlines bắt đầu khai thác dịch vụ cho thuê trực tiếp từ Ulaanbattar đến Bình Nhưỡng với máy bay Boeing 737-800.
Các chuyến bay nội địa có sẵn giữa Bình Nhưỡng, Hamhung, Haeju (HAE), Hungnam (HGM), Kaesong (KSN), Kanggye, Kilju, Najin (NJN), Nampo (NAM), Sinuiju (SII), Samjiyon, Wonsan (WON), Songjin (SON) và Chongjin (CHO). Tất cả các máy bay dân dụng được điều hành bởi Air Koryo, bằng những chiếc máy bay chở hàng và chở khách 19 chỗ ngồi, tất cả chúng đều là máy bay của Soviet hoặc các mẫu hiện đại hơn của Nga.
Tính đến năm 2013, CIA ước tính rằng CHDCND Triều Tiên có 82 sân bay có thể sử dụng, 39 trong số đó có bề mặt đường băng vĩnh viễn.
| Sân bay - có đường băng rải nhựa |    |
| -------------------------------- | -- |
| Tổng                             | 39 |
| > 3,047 m                        | 3  |
| 2,438 đến 3,047 m                | 22 |
| 1,524 đến 2,437 m                | 8  |
| 914 đến 1,523 m                  | 2  |
| < 914 m                          | 4  |

| Sân bay - có đường băng không rải nhựa |    |
| -------------------------------------- | -- |
| Tổng                                   | 43 |
| 2,438 đến 3,047 m                      | 3  |
| 1,524 đến 2,437 m                      | 17 |
| 914 đến1,523 m                         | 15 |
| < 914 m                                | 8  |